# Baduanjin

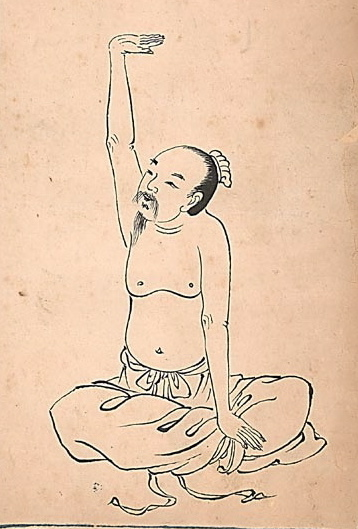
figura di un manuale di qigong risalente alla Quinta dinastia, che illustra la forma seduta dell'esercizio "Sostenere il cielo con le mani"

Baduanjin (八段錦), che in lingua cinese significa letteralmente le otto (八 bā) pezze (段 duàn) di broccato (錦 jǐn), è una serie di esercizi di qi Gong, che spesso viene utilizzato nelle scuole di arti marziali cinesi.

## Le origini
Si racconta sia stato tramandato da Yue Fei 岳飛 e Liang Shichang 梁世昌; per un'altra tradizione sarebbe stato creato durante la dinastia Tang da Zhong Liquan 钟离权. Entrambe queste leggende non sono supportate da memorie storiche e non sono molto credibili.
In un testo della dinastia Wei 魏 (灵剑子引导子午记) ci sono dei riferimenti ad un esercizio di ginnastica che è stato identificato nel baduanjin, ma il più antico riferimento conosciuto a questo nome è nel Yi Jian Zhi (夷坚志), un testo dell'epoca della dinastia Song. Nel successivo Dao Shu, Zhong Miao Pian (道枢•众妙篇) vi sono molte descrizioni sulla metodologia di allenamento di questo esercizio.

## Gli esercizi
Il nome si riferisce al fatto che esso è diviso in 8 tecniche ognuna delle quali possiede una formula verbale che in alcuni casi ne descrive il movimento ed il suo effetto.
Viene fornito il testo cinese con trascrizione fonetica, traduzione letterale e traduzione dall'inglese dal libro Chinese Health Qigong Association, Ba Duan Jin, Foreign Language Press, 2007; i nomi degli organi della medicina tradizionale cinese hanno l'iniziale maiuscola per distinguerli dagli omonimi della medicina occidentale.
| Nome in cinese   | Nome in pinyin                | Traduzione letterale in italiano | Traduzione dall'inglese                                                                     |
| 1 双手托天理三焦 | shuāngshǒu tuō tiānlǐ sānjiāo | Sostenere il Cielo con entrambe le mani [per regolare] il Triplice riscaldatore o Sānjiāo [le tre cavità, toracica, addominale e pelvica]                                                                               | Tenere in alto le mani con i palmi in su per regolare gli organi interni                    |
| 2 左右开弓似射雕 | zuǒyòu kāigōng shì shè diāo   | Tendere l'arco da entrambe le parti [a destra e manca] imitando il tiro verso un rapace | Nella posizione dell'arciere tirare con la mano sinistra e con la destra                    |
| 3 调理脾胃须单举 | tiáolǐ píwèi xū dān jǔ        | Prendersi cura degli organi della digestione [Milza e Stomaco] per farli agire come un tutto | Tenere il braccio in alto per regolare le funzioni della Milza e dello Stomaco              |
| 4 五劳七伤往后瞧 | wǔláoqīshāng wǎnghòu qiáo     | Dare uno sguardo all'indietro [per] i cinque organi interni [Cuore, Fegato, Milza, Polmoni e Reni] e i sette effetti negativi [da eccesso di cibo, rabbia, umidità, freddo, preoccupazioni, vento e pioggia e la paura] | Guardare indietro per prevenire malattia e tensione                                         |
| 5 摇头摆尾去心火 | yáotóu-bǎiwěi qù xīn huǒ      | Scuotere la testa e far oscillare la coda [le natiche] per calmare il fuoco del Cuore [disagio e stress] | Oscillare la testa e abbassare il corpo per alleviare lo stress                             |
| 6 两手擎足固贤腰 | liǎngshǒu qíng zú gù xián yāo | Aggrapparsi alle punte di entrambi i piedi per rinforzare i Reni | Muovere le mani in basso lungo la schiena e le gambe toccando i piedi per rafforzare i Reni |
| 7 攒拳怒目增力气 | zǎn quán nùmù zēng lìqì       | Tirare pugni con gli occhi aperti per accrescere la forza fisica | Fare un affondo con i pugni spalancando gli occhi per aumentare la forza                    |
| 8 背后七颠百病消 | bèihòu qī diān bǎi bìng xiāo  | [Rimbalzare] per sette volte all'indietro per guarire ogni malattia | Alzare e abbassare i talloni per curare le malattie                                         |

Variazioni: in 1) 两 liǎng (due) al posto di 双 shuāng (paio), al 6) 攀 pān (arrampicarsi) al posto di 擎 qíng (sostenere), al 7) 攥 zuàn (serrare) al posto di 攒 cuán (tenere assieme), e ultimi due caratteri invertiti [significato simile]
Gli esercizi sono da eseguire con un atteggiamento mentale sereno, calmo e tranquillo, i muscoli rilassati ed una postura del corpo ben allineata così da permanere in uno stato di perfetto equilibrio per minimizzare lo sforzo che richiede la loro esecuzione. Importantissima è anche la respirazione, che deve essere addominale e segue i movimenti che vengono eseguiti.
La lingua deve essere spinta contro il palato (come per dire "L"). Il baduanjin può essere praticato a sedere o in stazione eretta.
Ogni movimento è stato pensato per sollecitare una particolare parte del corpo e tutti insieme riescono ad attivare tutti gli organi interni ed esterni.
- Esercizio come descritto nell'Enciclopedia del Kungfu Shaolin

| Caratteri  | Nome in Wade-Giles  | Nome in Pinyin      | Nome in italiano                                                                                         |
| 1 双手托天 | Shuang shou to tien | shuāngshǒu tuō tiān | reggere il cielo con le due mani                                                                         |
| 2 左右开弓 | Tso yu k'ai kung    | zuǒyòu kāi gōng     | tirare con l'arco a sinistra e a destra                                                                  |
| 3 举臂独立 | Chu pei tu li       | jǔ bì dúlì          | alzare un braccio in equilibrio su una gamba                                                             |
| 4 左右后瞧 | Tso yu hou ch'iao   | zuǒyòu hòu qiáo     | guardare a sinistra, a destra e dietro                                                                   |
| 5 摇头摆尾 | Yao t'ou pai wei    | yáo tóu bǎi wěi     | oscillare la testa e far ondeggiare la parte dietro del corpo                                            |
| 6 前后弯腰 | Ch'ien hou wan yao  | qiánhòu wān yāo     | piegare la vita avanti e indietro                                                                        |
| 7 左右防大 | Tso yu fang ta      | zuǒyòu fáng dà      | parare e colpire con la mano a sinistra e a destra                                                       |
| 8 玉柱七颠 | Yu chu ch'ien tien  | yù zhù qī diān      | ....battere il piede sette volte (Yuzhu significa pilastro di giada, con riferimento alla spina dorsale) |